# Tarzan als còmics
Tarzan, un personatge de ficció creat per Edgar Rice Burroughs, va aparèixer per primera vegada a la novel·la de 1912 Tarzan of the Apes, i després en 23 seqüeles. El personatge va resultar immensament popular i ràpidament va fer el salt a altres mitjans, inclosos els còmics.

## Tires còmiques

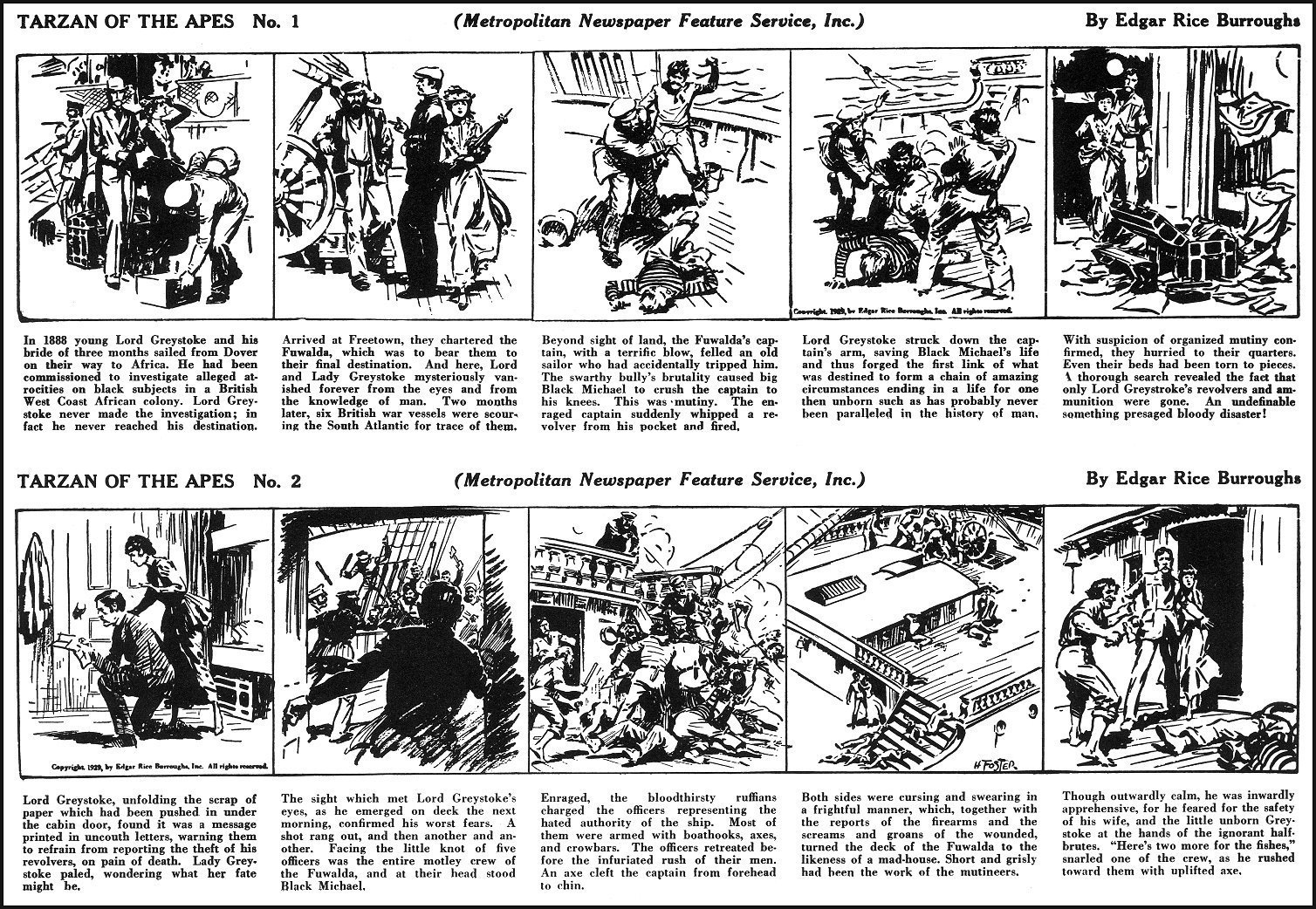
Primera tira de Tarzan per R. W. Palmer i Hal Foster.

Tarzan of the Apes va ser adaptat en forma de tira de diari, publicat per primera vegada el 7 de gener de 1929, amb il·lustracions de Hal Foster. Una tira dominical de pàgina sencera va començar el 15 de març de 1931, amb obres d'art de Rex Maxon. United Feature Syndicate va distribuir la tira.
Al llarg dels anys, molts artistes han dibuixat la tira còmica de Tarzan, especialment Rex Maxon (1929–1947), Burne Hogarth (1937–1945, 1947–1950), Ruben Moreira (1945–1947), Dan Barry (1948), Paul Reinman (1949–1950), Bob Lubbers (1950–1954), John Celardo (1954–1967), Russ Manning (1967–1979), Gil Kane (1979–1981), Mike Grell (1981–1983), Grey Morrow (1983 –2001) i Eric Battle (2001–2002).
La tira diària va començar a reimprimir vells diaris després de l'última tira diària de Russ Manning (núm. 10.308, que es va publicar el 29 de juliol de 1972). La tira dominical també es va convertir en reimpressions després del 19 de maig de 2002. Ambdues tires continuen com a reimpressions avui en alguns diaris i a la revista Comics Revue.
La tira còmica sovint ha manllevat trames i personatges dels llibres de Burroughs Tarzan. L'escriptor Don Kraar, que va escriure la tira des de 1983 fins a 1995, va incloure a les seves històries personatges d'altres llibres d'Edgar Rice Burroughs, com David Innes de Pellucidar i John Carter of Mars.

### Històries
Poc després de la tira diària llançada el 1929, les històries van rebre títols; aquesta pràctica es va mantenir fins al 1939. Les històries de la tira dominical van tenir títols des de 1931 fins a 1950.
Històries diàries:
1. Rex Maxon Sundays (15 març - 20 setembre 1931)
2. Foreign Legion (27 setembre – 30 desembre 1931)
3. Hulva the Beautiful (7 febrer – 17 abril 1932)
4. The Lion Tamer (24 abril – 5 juny 1932)
5. Korak (12 juny – 31 juliol 1932)
6. The Elephants Graveyard (7 agost – 29 octubre 1932)
7. The Egyptian Adventure (4 novembre 1932 – 24 juny 1934)
8. The Arab Maiden (1 juliol – 9 desembre 1934)
9. The White God (16 desembre 1934 – 10 febrer 1935)
10. The Aviatrix (17 febrer – 2 juny 1935)
11. The Lost Vikings (9 juny 1935 – 5 gener 1936)
12. Flint (12 gener 1936 – 2 maig 1937)
13. In the City of Gold (9 maig – 3 octubre 1937)
14. Tarzan and the Boers (10 octubre 1937 – 30 maig 1938)
15. Tarzan and the Chinese (5 juny – 20 novembre 1938)
16. Tarzan and the Pygmies (27 novembre 1938 – 14 maig 1939)
17. Tarzan and the Amazons (21 maig – 23 juliol 1939)
18. Tarzan and the Boers (second story) (30 juliol 1939 – 29 abril 1940)
19. People of the Sea and the Fire (5 maig 1940 – 20 abril 1941)
20. Tarzan Against Dagga Ramba (27 abril 1941 – 24 abril 1942)
21. The Fatal Fountain (1 maig 1 – 2 agost 1942)
22. Tarzan and the Barbarians (9 agost 1942 – 24 octubre 1943)
23. Tarzan Against Kandullah and the Nazis (31 octubre 1943 – 12 març 1944)
24. Don Macabre (19 març – 30 juliol 1944)
25. Tarzan Against the Nazis (6 agost 1944 – 11 març 1945)
26. Goru-Bongara (18 març – 8 juliol 1945)
27. Orizu Khan (15 juliol 1945 – 3 agost 1947)
28. The Island of Ka-Gor (10 agost – 7 desembre 1947)
29. Tarzan and N'ani (14 desembre 1947 – 9 maig 1948)
30. The Island of Mua-Ao (16 maig 1948 – 1 maig 1949)
31. Tarzan and the Ononones (8 maig – 23 octubre 1949)
32. Tarzan and the Adventurers (30 octubre 1949 – 16 juliol 1950)
33. The Wild Game Hunter (23 juliol – 20 agost 1950)

Històries dominicals:

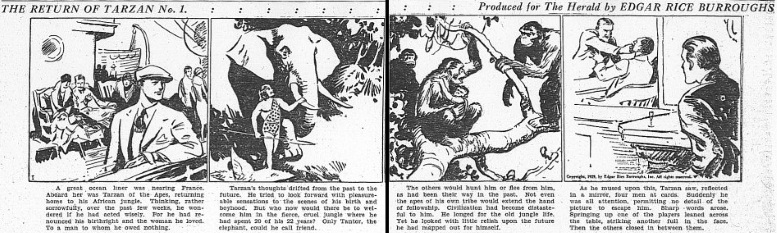
Return of Tarzan per R. W. Palmer i Rex Maxon

1. Tarzan of the Apes (7 gener – 8 juny 1929)
2. Return of Tarzan (10 juny – 17 agost 1929)
3. Beasts of Tarzan (19 agost – 23 novembre 1929)
4. Son of Tarzan (25 novembre 1929 – 15 març 1930)
5. Jewels of Opar (17 març – 12 juliol 1930)
6. Lost Empire (14 juliol – 18 octubre 1930)
7. Golden Lion (20 octubre 1930 – 30 maig 1931)
8. At the Earth's Core (1 juny – 19 setembre 1931)
9. Tarzan the Terrible (21 setembre 1931 – 23 gener 1932)
10. The Ant Men (25 gener – 18 juny 1932)
11. Tarzan the Untamed (20 juny 1932 – 25 març 1933)
12. Tarzan the Ape Man (27 març – 2 setembre 1933)
13. Tarzan the Invincible (4 setembre 1933 – 24 març 1934)
14. City of Gold (26 març – 15 setembre 1934)
15. The Lion Man (17 setembre 1934 – 23 febrer 1935)
16. The Fire Gods (25 febrer – 31 agost 1935)
17. Tarzan Twins (2 setembre – 28 desembre 1935)
18. The Leopard Men (30 desembre 1935 – 22 juny 1936)
19. The Mayan Goddess (24 juny – 12 desembre 1936)
20. Tarzan's Quest (14 desembre 1936 – 9 juny 19, 1937)
21. Tarzan the Magnificent (21 juny – 9 octubre 1937)
22. Tarzan Under Fire (11 octubre 1937 – 15 gener 1938)
23. Tarzan the Fearless (17 gener – 7 maig 1938)
24. The Forbidden City (9 maig – 8 octubre 1938)
25. The Elephant Men (10 octubre 1938 – 18 febrer 1939)
26. The Fires of Tohr (20 febrer – 26 agost 1939)

### Reimpressions
- NBM Publishing va fer una sèrie de reimpressió de qualitat del treball de Foster i Hogarth sobre Tarzan en una sèrie de reimpressions de tapa dura i rústica als anys noranta. El 2014, Dark Horse Books va reimprimir les pàgines dominicals de Hal Foster i Burne Hogarth a la mida original de pàgina completa en 3 volums.
- Titan Books va fer una reedició de les pàgines dominicals i tires diàries de Burne Hogarth en una sèrie de 5 volums a partir del 2014.
- The Library of American Comics reimprimeix un any sencer de la tira a la línia de llibres LoAC Essentials. El llibre cobreix un any de carrera de Hal Foster.
- The Library of American Comics va reimprimir la tirada de diaris Tarzan de Russ Manning, en la seva sèrie de 4 volums, Tarzan: The Complete Russ Manning Newspaper Strips.

## Comic books

### Estats Units
Tarzan ha aparegut en molts còmics de nombroses editorials al llarg dels anys, en particular Western Publishing, Charlton Comics, DC Comics, Marvel Comics i Dark Horse Comics. Les primeres aparicions en format de comic book del personatge van ser en reimpressions de tires còmiques publicades en diversos títols, com ara Sparkler, Tip Top Comics i Single Series.

#### Western Publishing
Western Publishing va publicar Tarzan a Four Color Comics nº 134 & 161 de Dell Comics el 1947, abans de donar-li la seva pròpia sèrie, Tarzan nº 1–131 (gener-febrer de 1948 - juliol-agost de 1962), a través de Dell Comics així com en alguns especials Dell Giants i March of Comics, després van continuar la sèrie amb els nº 132–206 (de novembre de 1962 a febrer de 1972) a través dels seus propis Gold Key Comics. Aquesta sèrie va incloure l'art de Jesse Marsh, Russ Manning i Doug Wildey. Incloïa adaptacions de la majoria dels llibres originals de Tarzan d'Edgar Rice Burroughs (saltant-se només Tarzan and the Leopard Men, Tarzan the Magnificent, Tarzan and the Madman i Tarzan and the Castaways), així com històries originals i altres serials. Gairebé totes les històries de Dell Tarzan van ser escrites per Gaylord Du Bois (en particular, no abans del número 2 de Dell, i algunes de les històries dels números de Tarzan de la sèrie Dell Giant) i totes les històries de Gold Key. Western també va publicar una sèrie d'acompanyament, Korak: Son of Tarzan de 45 números entre 1964 i 1972, tots escrits per Du Bois). Quan Western es va negar a ampliar el nombre de còmics d'Edgar Rice Burroughs que es publicaven, Edgar Rice Burroughs, Inc. va vendre els drets a DC Comics, que estaven disposats a publicar més còmics sempre que es venguessin. Aquesta decisió va ser motivada pels lucratius drets de reimpressió a l'estranger, que Edgar Rice Burroughs, Inc. venia a editors estrangers a un preu per pàgina.

#### DC Comics
DC Comics es va fer càrrec de la sèrie el 1972, publicant Tarzan nº 207–258 des d'abril de 1972 fins a febrer de 1977. DC va continuar la numeració de la sèrie Gold Key, en lloc de començar amb un nou número 1. En aquell moment, els editors creien que una sèrie es vendria menys si la gent la percebia com a nova.
Aquesta versió va mostrar inicialment la representació del personatge de l'artista Joe Kubert, considerada una de les millors obres de la carrera de l'artista. L'historiador del còmic Les Daniels va assenyalar que "els guions i l'art de Kubert es troben entre els més autèntics i efectius que s'hagin vist mai". L'escriptor i executiu de DC Comics Paul Levitz va declarar el 2010 que "Joe Kubert va produir una adaptació que els aficionats a Burroughs podien respectar". La sèrie va incloure algunes adaptacions dels llibres de Burroughs a més d'històries originals, adaptant Tarzan of the Apes, The Return of Tarzan, Jungle Tales of Tarzan, Tarzan the Untamed, Tarzan and the Lion Man i Tarzan and the Castaways. Des dels números núm. 230 (abril-maig de 1974) al núm. 235 (febrer. –Març de 1975) de la sèrie es van publicar en format Super Spectacular de 100 pàgines.
Inicialment la sèrie presentava adaptacions d'altres creacions de Burroughs, i tenia els títols acompanyants Korak, Son of Tarzan i Weird Worlds. La sèrie Korak va ser rebatejada posteriorment com a The Tarzan Family, en la qual es van consolidar totes les adaptacions de Burroughs a part de Tarzan. Durant aquest període, la branca britànica de Warner Bros., la matriu corporativa de DC Comics, va publicar Tarzan i Korak per al mercat britànic. Dos números de l'edició limitada de col·leccionistes van incloure reimpressions de les històries de Tarzan de Kubert.
Com que la representació de Tarzan de Russ Manning es considerava "definitiva" a la majoria de països, els còmics de Tarzan de Joe Kubert no van tenir una bona acollida fora dels Estats Units i es van vendre constantment per reimpressions de Tarzan de Manning. Tement que els editors estrangers deixessin de comprar els drets de reimpressió dels nous còmics, Edgar Rice Burroughs, Inc. va contractar a Manning (i més tard a Mark Evanier) per supervisar la creació d'edicions exclusivament a l'estranger fetes a l'estil de Manning.
El 1977 la sèrie va passar a Marvel Comics, retitulada com Tarzan, Lord of the Jungle. Marvel va publicar 29 números des de juny de 1977 fins a octubre de 1979 i tres Annuals. Va reiniciar la numeració en lloc d'assumir la utilitzada pels editors anteriors. La sèrie va ser escrita per Roy Thomas i va incloure art de John Buscema. Els llibres de Burroughs adaptats per Marvel inclouen Tarzan of the Apes, Tarzan and the Jewels of Opar i Jungle Tales of Tarzan. Mark Evanier va remarcar que
| « | (anglès) ... the whole Marvel deal was doomed from the start. ... The foreign publishers did not want adaptations. Roy Thomas felt they should do adaptations. They wanted the Russ Manning versions, but John Buscema wanted to make it as much like the Joe Kubert version as possible. Also, the foreign publishers needed stories in fifteen-page increments, because most of the books feature thirty pages of material and two pages of ads. Everything that made the books commercial in America, made them uncommercial overseas. | (català) ... tot l'acord de Marvel va estar condemnat des del principi. ... Les editorials estrangeres no volien adaptacions. Roy Thomas pensava que havien de fer adaptacions. Volien les versions de Russ Manning, però John Buscema volia fer-ho el més semblant possible a la versió de Joe Kubert. A més, els editors estrangers necessitaven històries en múltiples de quinze pàgines, perquè la majoria dels llibres inclouen trenta pàgines de material i dues pàgines d'anuncis. Tot el que va fer que els llibres fossin comercials a Amèrica, els va fer poc comercials a l'estranger. | » |

Marvel no va continuar amb el títol de la Tarzan Family, sinó que va publicar una sèrie sobre el principal personatge de Burroughs a part de Tarzan, John Carter, Warlord of Mars. Marvel Super Special nº 29 (1983) va incloure una història de Tarzan dels escriptors Sharman DiVono i Mark Evanier i l'artista Dan Spiegle.

#### Còmics Dark Horse
Dark Horse Comics ha publicat diverses sèries de Tarzan des de 1996 fins a l'actualitat, incloses reimpressions d'arxiu d'obres d'editorials anteriors com Western/Gold Key i DC. Dark Horse i DC van publicar dos títols crossover amb Tarzan fent equip amb Batman i Superman. Batman/Tarzan: Claws of the Cat-woman és un equip "directe" entre Tarzan i el Batman de la dècada de 1930 per salvar una ciutat antiga, durant la qual els dos formen un equip eficaç ja que reconeixen els seus orígens similars, malgrat diferències com la voluntat de Tarzan d'utilitzar la força letal. Superman/Tarzan: Sons of the Jungle és una versió revisionista en què Lord Greystoke creix a Anglaterra, mentre que Kal-El és criat pels simis com "Argozan", tot i que els dos canvien de paper al final amb Greystoke romanent a la jungla mentre Kal-El torna a la ciutat, Greystoke afirma en una carta als seus pares que se sent com si hagués trobat el seu veritable lloc. Tarzan també va lluitar contra els Predators en la minisèrie Tarzan vs. Predator: At the Earth's Core.
El 2015, Sequential Pulp Comics, una novel·la gràfica distribuïda per Dark Horse Comics, va publicar Jungle Tales of Tarzan de l'escriptor Martin Powell i els artistes Pablo Marcos, Terry Beatty, Will Meugniot, Nik Poliwko, Antonio Romero Olmedo, Mark Wheatley, Diana Leto, Steven E. Gordon, Lowell Isaac, Tom Floyd i Jamie Chase. La portada era de Daren Bader.

#### Idaho Comics Group
Tot i que Dark Horse Comics té els drets de llicència de còmics per al personatge de Tarzan, el 2014 van permetre a Idaho Comics Group publicar Tarzan and the Comics of Idaho #1. Edgar Rice Burroughs va passar molts anys de formació a Idaho i va escriure el seu primer esborrany de Tarzan al Gem State. Tarzan and the Comics of Idaho era una antologia de còmics que mostrava els creadors de còmics d'Idaho. Va incloure històries i art de Charles Soule, Dennis Eichhorn, Todd Clark de la tira còmica Lola, Steve Moore, Dame Darcy i altres. Només es van imprimir 500 còpies d'aquest còmic i tots els ingressos es van destinar a la Biblioteca Pública de Boise.
El 2015 es va publicar Tarzan and the Comics of Idaho #2. Aquesta edició va incloure treballs de Monte Michael Moore, Dennis Eichhorn, Bill Schelly, Todd Clark de la tira còmica de Lola, la premiada poeta de Miss Lost Nation Bethany Schultz Hurst i molts més.

#### Dynamite Entertainment
El desembre de 2011, Dynamite Entertainment va llançar la sèrie Lord of the Jungle, protagonitzada per Tarzan. L'editor va evitar utilitzar el nom del personatge a la portada, per no violar la marca registrada, tot i que el personatge és de domini públic i d'ús lliure, però ERB, Inc. va presentar una demanda contra Dynamite. El 2013 es va estrenar un crossover amb John Carter titulat Lords of Mars. El 2016 Dynamite va llançar una sèrie limitada Lords of the Jungle amb Tarzan i Sheena.

#### Altres editorials
Durant el període de la sèrie de còmics original de Western, DC i Marvel, també van aparèixer altres projectes de còmics d'altres editors.
Charlton Comics va publicar breument un còmic de Tarzan entre desembre de 1964 i juliol de 1965 titulat Jungle Tales of Tarzan, adaptant històries d'aquell llibre de Burroughs, amb la creença errònia que el personatge ja era de domini públic en aquell moment.
Watson-Guptill Publications va publicar versions en còmics de tapa dura de la primera meitat de Tarzan of The Apes el 1972 i quatre històries de Jungle Tales of Tarzan el 1976. Aquestes van ser il·lustrades per Hogarth molts anys després que deixés de fer la tira de diari i tenia un nivell de caligrafia rarament vist en còmics o fins i tot il·lustracions. Tenia subtítols de text de la novel·la en lloc de globus de parla.
Entre els períodes en què Marvel i Dark Horse tenien la llicència del personatge, Tarzan no va tenir cap editor habitual de còmics durant uns quants anys. Durant aquest temps, Blackthorne Publishing va publicar una sèrie de quatre números de Tarzan el 1986, reimprimint tires de Hogarth, Manning, Gil Kane i Mike Grell.
El 1992, Malibu Comics va produir una minisèrie de cinc números titulada Tarzan the Warrior, escrita per Mark Wheatley amb art de Neil Vokes. El primer número incloïa dues portades amb una d'elles amb art pintat de Simon Bisley. Va seguir una minisèrie de tres números titulada Tarzan: Love, Lies and the Lost City i després una minisèrie de 7 números titulada Tarzan: The Beckoning, amb història i art de Thomas Yeates. Va ser reimprès en rústica comercial per Dark Horse Comics el 2016.
Hi ha hagut diverses aparicions menors de Tarzan als còmics al llarg dels anys. Encara que no s'esmenta pel seu nom, es fa referència a Tarzan a The League of Extraordinary Gentlemen d'Alan Moore. Es fa referència a llocs i persones de les novel·les originals de Tarzan, cosa que suggereix que Tarzan existeix o existia en aquest univers.
En una història de The Phantom de 1999, Lord of the Jungle, l'heroi coneix Edgar Rice Burroughs i l'inspira a crear Tarzan. La sèrie Planetary de Warren Ellis té un pastitx de Tarzan anomenat Lord Blackstock.
El 1999, Dark Horse Comics va publicar còmics amb la versió de Disney del personatge de la pel·lícula de 1999.
El 2012, Edgar Rice Burroughs, Inc va començar a publicar còmics digitals al seu lloc web oficial, incloent Tarzan de l'escriptor Roy Thomas i l'artista Tom Grindberg i Tarzan of The Apes de Roy Thomas, l'artista Pablo Marcos i el colorista/rotulador Oscar Gonzales. A l'octubre de 2016, el Tarzan ha estat dibuixat Benito Gallego.

### Europa
Tarzan va començar a publicar-se per la barcelonina Hispano Americana de Ediciones per a tot Espanya des de 1942, traduint material de les tires còmiques de Hal Foster, Burne Hogarth i Rex Maxon. Freqüentment al llarg de la col·lecció, es modifiquen o suprimeixen vinyetes, o personatges, es modifiquen textos i es censuren vestits femenins. Tampoc s'inclouen totes les tires. Les sèries en format original comic book van ser publicades a partir de 1951 per diferents segells del grup Novaro. Reedicions més recents de les tires còmiques inclouen les publicades per Planeta DeAgostini (dominicals, 2007-2008), Caldas (diàries i dominicals, 2014) i Yermo (dominicals, 2016).
Els còmics de Tarzan van ser les primeres publicacions prohibides pel Departament Federal de Mitjans Nocius per als Joves de l'aleshores Alemanya Occidental després de la seva fundació el 1954. Els números alemanys de Tarzan #34 i #35 de la sèrie mensual no es van permetre vendre al país perquè el departament va declarar que afectarien els joves d'una "manera irritant i brutalitzant" i "els transportaria a un món irreal de mentides". Aquestes obres suposadament eren "el resultat d'una imaginació degenerada", cosa que es considera un insult a l'il·lustrador de còmics de l'època, John Celardo.
Westworld Publications al Regne Unit va començar reimprimint la versió de les edicions italiana i francesa de Mondadori, que reimprimia principalment les pàgines dominicals de Foster i Hogarth a la mida aproximada en què havien aparegut originalment. A mitjans de la dècada de 1950, Westworld va produir setmanalment una mida de còmic regular i el 1957, sota la direcció de l'adolescent Michael Moorcock, va publicar articles sobre altres personatges de Burroughs, així com històries i tires de nova creació amb un fort sabor de Burroughs. Després de la dimissió de Moorcock, el seu assistent durant 75 anys va eliminar totes les referències a Burroughs o els seus personatges, així com tot el contingut de fantasia o ciència-ficció. La revista va tancar cap al 1960.
Durant les dècades de 1970 i 1980, els còmics de Tarzan van ser publicats a Grècia per Dragounis Editions ("Pidalio Press Corporation").
Els còmics de Tarzan van ser produïts entre 1983 i 1989 per Marketprint a Iugoslàvia. Posteriorment van ser traduïts i publicats a Suècia, Noruega, Finlàndia, Alemanya, els Països Baixos i Dinamarca. Hi havia més de 100 episodis publicats, cadascun dels quals tenia 16 pàgines. En la majoria d'ells hi va participar Branislav Kerac, ja sigui com a escriptor, dibuixant a llapis, entintador o autor complet. També va ser responsable de "The Kalonga Star", un crossover de cinc episodis entre Tarzan i Kobra. Altres episodis destacats van ser "Tarzan and Barbarians", "The Tiger", "The Boy from the Stars" i "Big Race".
El març de 2021, l'editorial francesa Soleil Productions va publicar Tarzan, seigneur de la jungle (Tarzan, senyor de la selva) de Christophe Bec (guió) i Stevan Subic (art), El novembre del mateix any, va publicar Tarzan, au centre de la Terre (2021) de Christophe Bec (guió), Stefano Raffaele, Roberto Pascual de la Torre i Dave Stewart (art).